# Stazione di South Bermondsey
La stazione di South Bermondsey è una stazione ferroviaria ubicata a Bermondsey, nel borgo londinese di Southwark, posizionata lungo la ferrovia di Londra sud.